# Аккас
Месторождение Аккас – гигантское нефтегазовое месторождение, расположенное в провинции Анабар в Ираке, неподалеку от границы с Сирией. Открыто в 1990 году, месторождение относится к нефтегазоносному бассейну Персидского залива.

## Геология и характеристики
Месторождение связано с отложениями юрского периода геохронологической шкалы. Запасы нефти оцениваются примерно в 820 млн тонн, а природного газа – в 5,6 трлн кубометров.

## История и развитие
В 1990 году месторождение было открыто в провинции Анабар в Ираке. С тех пор оно стало одним из крупнейших в регионе, обладая значительными запасами нефти и природного газа. Однако, начиная с открытия, месторождение столкнулось с рядом сложностей, включая военные конфликты, политические нестабильности и изменения в инвестиционной среде.
До вторжения США в Ирак в 2003 году, на месторождении добывалось значительное количество нефти, что способствовало его развитию и экономическому росту региона. Однако военные действия и последующая нестабильность в стране привели к снижению объемов добычи и затруднили инвестиции в разработку месторождения.
В 2010 году Разведка Добыча КазМунайГаз (РД КМГ) и Korea Gas Corporation (Kogas) выиграли тендер на разработку месторождения. Планировалось использование новых технологий и увеличение объемов добычи нефти и газа. Однако, дальнейшее развитие месторождения столкнулось с новыми препятствиями, включая смену инвесторов, изменение политической ситуации и военные конфликты в регионе.
В 2013 году боевики ИГИЛ захватили месторождение, что привело к приостановке добычи и значительным потерям для инвесторов. Однако в последующие годы Ирак восстановил контроль над месторождением, и власти страны начали искать новых партнеров для разработки углеводородов.
В последние годы были предприняты попытки возобновить разработку месторождения. В 2022 году Ирак заключил контракт с украинской Укрземресурс на разработку месторождения, и планируется начать добычу в ближайшее время. Однако, сложности и вызовы, с которыми столкнулось месторождение Аккас, продолжают оставаться значимыми для его дальнейшего развития и эксплуатации.